# Picture This Live
Picture This Live è un album dal vivo del gruppo musicale statunitense Blondie, pubblicato nel 1998.

## Tracce
1. Dreaming
2. In the Sun
3. Hanging on the Telephone
4. Look Good in Blue
5. Slow Motion
6. Sunday Girl
7. X Offender
8. Picture This
9. Denis
10. Fade Away and Radiate
11. A Shark in Jets Clothing/I Know but I Don't Know
12. One Way or Another
13. Heart of Glass
14. 11:59
15. Bang a Gong (Get It On)/Funtime (T. Rex cover/Iggy Pop cover)